# 鳶齒鰩
鳶齒鰩（學名：Dentiraja confusa），為軟骨魚綱鰩目鰩科齒鰩屬的一種，被IUCN列為極危保育類動物，分布於澳洲東南部海域，深度18至390公尺，本魚圓盤頂端窄圓，寬度為長至70–75%，體盤的兩面前緣有細小的長而窄的帶狀小齒，背部主要為黃棕色，具有明顯的淺色和深色斑點和網紋圖案，腹部白色，頭部大部分、腹部和泄殖腔附近有灰色斑點，體長可達64.9公分，棲息在大陸棚海域，為底棲性魚類，卵生，卵囊為長方形並有堅硬角狀突起，幼魚會跟隨較大的個體，生活習性不明。